# 衡阳市
衡阳市，简称衡，古称衡州，別称雁城，是中华人民共和国湖南省下辖的地级市，位于湖南省中部偏南。市境东临株洲市，南界郴州市，西南接永州市，西达邵阳市，北邻娄底市、湘潭市。地处湘中盆地，四周群山环绕；东部为罗霄山余脉，南部为南岭余脉，西部为越城岭余脉，北部为衡山。湘江由西南入境，贯穿全市并流往东北出境，与舂陵水、蒸水、耒水、洣水等支流汇合。全市总面积15,299平方公里，常住总人口733.75万，市人民政府驻蒸湘区解放大道西部16号。衡阳是湖南省重要的铁路交通枢纽，京广、衡柳、湘桂、吉衡和怀邵衡铁路在此交汇，是南下两广的门户。衡阳因地处南岳衡山的南面而得名，回雁峰是南岳第一峰，相传“北雁南飞，至此歇翅停回”，故衡阳又名雁城。

## 历史
戰國﹕战国初为楚国所佔，改称庞邑，为楚南重镇。
秦：属长沙郡。
汉：为酃县地。汉高祖五年（前202年）始建酃县（今珠晖区酃湖乡，非宋代所置酃县（今炎陵县）。西汉末年，酃县西部设钟武侯国。
吴：分长沙郡东部为湘东郡、衡阳郡，220年，孙吴于长沙郡东南设置湘东郡，郡治设酃县；并于长沙郡西部设衡阳郡，下辖蒸阳（今衡阳县）、重安（今衡南县）、湘南、湘西（今衡山、衡东、南岳区）、湘乡、益阳等县。为历史上首次出现以衡阳命名的郡，今天的衡阳市范围跨越两郡。
兩晉南北朝﹕西晉延吳制。东晋、南北朝先后设湘东郡(郡治設临烝县)、衡阳王国、湘东王国。
隋朝：开皇九年，改郡为州，并湘东、衡阳两郡为衡州，改临烝县为衡阳县，州、县城均设湘江东岸。大業三年改为衡山郡，治所衡阳。
唐朝：武德四年，设衡州。764年，唐朝设置湖南观察使。这是历史上最早出现“湖南”之名，湖南观察使驻衡州。天宝、至德年间曾复为衡阳郡。衡州屬江南西道。
宋朝﹕为衡州，别名衡阳郡，屬荊湖南路。为湖南提刑司治所。
元朝：设衡州路，改置衡州路总管府，在衡州设湖南宣慰司，隶属湖广行省。元贞元年（1295年）衡永郴桂诸路人民抗粮、抗丁，起义频繁，朝廷于衡州设行枢密院。
明朝：洪武初，改衡州府，隶属湖广行省。下辖衡阳县、衡山县、耒阳县、常宁县、茶陵州、桂阳州，明朝中后期设雍王、桂王藩国，都衡阳。
清朝：置衡永郴道，驻衡州府，领衡州府（衡阳县、清泉县、衡山县、耒阳县、常宁县、安仁县、酃县、桂阳州、临武县、蓝山县、嘉禾县）、永州府（零陵县、祁阳县、东安县、道州、宁远县、永明县、江华县、新田县）、郴州（永兴县、宜章县、兴宁县、桂东县），雍正十年（1732年）增领桂阳州，更名衡永郴桂道。康熙十七年吴三桂起兵反清，随后在衡州府称帝，改国号为周，易名为定天府。
中华民国：1914年设衡阳道。1922年撤销道字。1937年成立第五区。1942年1月1日，国民政府设衡阳市。1943年设为省辖市，是湖南省第二個省轄市。1944年日軍在衡陽戰役中佔領衡陽。1945年抗戰勝利，衡陽光復，國民政府規劃其為全國唯一一座“抗戰勝利紀念城”。1949年10月，衡寶戰役结束，中华人民共和国管治衡陽。
中华人民共和国：2013年11月滨江新区正式启动，約9平方公里，位于珠晖区北部。

## 地理

衡阳市城区卫星图（底图：2000，建成区范围：2005-06）

### 地理位置
衡阳位于湖南省中南部，湘江中游。地处东经110º32¹16"-113º16¹32"，北纬26º07¹05"27º27¹24"。东邻株洲、攸县、安仁；南界永兴、桂阳；西接冷水滩、祁阳、东安、邵阳、邵东；北靠双峰、湘潭。南北长150公里、东西宽173公里。

### 地形地貌
衡阳处于凹形面轴带部分，周围环绕着古老宕层形成的断续环带的岭脊山地，衡阳市内镶大面积白垩系和下第三系红层的红色丘陵台地，构成典型的盆地形势。衡阳盆地南高北低。盆地南面地势较高，1000米以上的山中东西连绵数十公里；盆地北面相对偏低，衡山山脉虽较高，但各峰呈峰林状屹立于中间，其东西两侧都有较低的低的向北通道，其东侧的湘江河谷两岸海拔高度均在100米以下。整个地形由西南向东北复合倾斜，而盆地由四周向中部降低，呈现1000米、800-700米、400-300米、150米四级夷为平面。四周山丘围绕，中部平岗丘交错。东部为罗霄山余脉天光山、四方山、园明坳；南部为南岭余脉塔山、大义山、天门仙、景峰坳；西部为越城岭的延伸熊罴岭、四明山、腾云岭；西北部、北部为大云山、九峰山和南岳衡山。整个地形比降为7.9‰。南部山峰大多海拔600米以上，常宁天堂山最高，海拔1265米。西部山峰多海拔500米以上，祁东腾云岭最高，海拔1044米。东北部除南岳衡山外，一般地面高程在海拔300米-500米。市境最高点为衡山祝融峰，海拔1300.2米；最低点为衡东的彭陂港，海拔仅39.2米。
衡阳市地貌类型以岗丘为主。山地占总面积的21%，丘陵占27%，岗地占27%，平原占21%，水面占4%。中部大面积分布白垩系和第三系红层，面积3550平方公里，构成衡阳盆地的主体。境内有河长5公里或流域面积10平方公里以上的江河溪流393条，总境长达8355公里，河网密度为每平方公里0.55公里。发源于广西兴安的湘江干流，自归阳镇入境，依次流经祁东、衡南、常宁、市区、衡阳县、衡山和衡东，境内长226公里。境内流域面积在3000平方公里以上的湘江一级支流有舂陵水、蒸水、耒水、洣水。水电资源理论蕴藏量87.61万千瓦，可供开发量64.17万千瓦。

### 自然资源
动物资源。已知衡阳市有兽类30种，鸟类17目40科170种以上。植物资源。全市有木本植物99科、342属、1047种。
衡阳市主要矿产资源和工业产品衡阳市矿产资源丰富，包括有色金属、黑色金属、陶瓷原料、建筑材料以及辅助材料等矿藏，以有色金属著称于世，素有“有色金属之乡”和“非金属之乡”的美誉。有色金属矿有铅、锌、铜、钨、锡、锑、钛、银等20多种， 其中铅锌矿储量达262万吨，常宁有世界著名的水口山铅锌矿。 黑色金属矿有铁、锰等， 其中铁矿石储量达3709亿吨。 化工原料主要有盐、硫铁、钙芒硝等，其中盐石 、大理石、花岗岩，其中高岭土保有储量达1580万吨。辅助材料有萤石、白云石、硅石等，其中萤石保有储量达794万吨。

### 气候

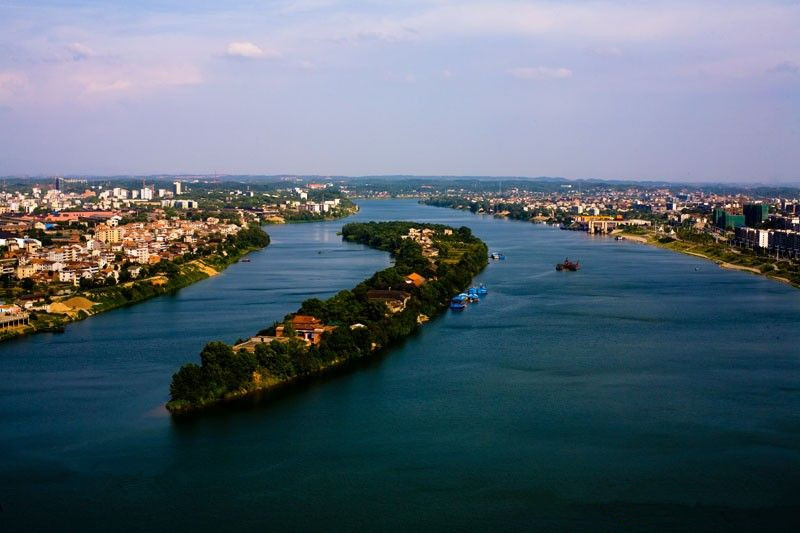
衡阳湘江东洲岛

江口鸟洲

衡阳属中亚热带季风气候，四季分明，降水充足。春秋季较为凉爽舒适，春季更加湿润。冬季冷凉微潮，偶有低温雨雪天气。夏季极为炎热，较为潮湿。年平均气温18℃左右，年均降水量约1352毫米。
| 衡阳市气象数据（1981年至2010年） | 衡阳市气象数据（1981年至2010年） | 衡阳市气象数据（1981年至2010年） | 衡阳市气象数据（1981年至2010年） | 衡阳市气象数据（1981年至2010年） | 衡阳市气象数据（1981年至2010年） | 衡阳市气象数据（1981年至2010年） | 衡阳市气象数据（1981年至2010年） | 衡阳市气象数据（1981年至2010年） | 衡阳市气象数据（1981年至2010年） | 衡阳市气象数据（1981年至2010年） | 衡阳市气象数据（1981年至2010年） | 衡阳市气象数据（1981年至2010年） | 衡阳市气象数据（1981年至2010年） |
| 月份                             | 1月                              | 2月                              | 3月                              | 4月                              | 5月                              | 6月                              | 7月                              | 8月                              | 9月                              | 10月                             | 11月                             | 12月                             | 全年                             |
| -------------------------------- | -------------------------------- | -------------------------------- | -------------------------------- | -------------------------------- | -------------------------------- | -------------------------------- | -------------------------------- | -------------------------------- | -------------------------------- | -------------------------------- | -------------------------------- | -------------------------------- | -------------------------------- |
| 历史最高温 °C（°F）              | 27.7 (81.9)                      | 32.2 (90.0)                      | 36.0 (96.8)                      | 37.0 (98.6)                      | 37.3 (99.1)                      | 38.6 (101.5)                     | 40.2 (104.4)                     | 41.3 (106.3)                     | 38.7 (101.7)                     | 36.5 (97.7)                      | 32.6 (90.7)                      | 24.9 (76.8)                      | 41.3 (106.3)                     |
| 平均高温 °C（°F）                | 9.0 (48.2)                       | 11.2 (52.2)                      | 15.6 (60.1)                      | 22.4 (72.3)                      | 27.5 (81.5)                      | 30.8 (87.4)                      | 34.5 (94.1)                      | 33.6 (92.5)                      | 29.3 (84.7)                      | 23.9 (75.0)                      | 18.1 (64.6)                      | 12.3 (54.1)                      | 22.3 (72.2)                      |
| 日均气温 °C（°F）                | 6.0 (42.8)                       | 8.1 (46.6)                       | 11.9 (53.4)                      | 18.1 (64.6)                      | 23.1 (73.6)                      | 26.6 (79.9)                      | 29.8 (85.6)                      | 29.0 (84.2)                      | 25.0 (77.0)                      | 19.7 (67.5)                      | 14.1 (57.4)                      | 8.5 (47.3)                       | 18.3 (65.0)                      |
| 平均低温 °C（°F）                | 3.8 (38.8)                       | 5.8 (42.4)                       | 9.3 (48.7)                       | 15.1 (59.2)                      | 19.9 (67.8)                      | 23.5 (74.3)                      | 26.2 (79.2)                      | 25.6 (78.1)                      | 21.8 (71.2)                      | 16.6 (61.9)                      | 11.0 (51.8)                      | 5.6 (42.1)                       | 15.4 (59.6)                      |
| 历史最低温 °C（°F）              | −4.3 (24.3)                      | −4.8 (23.4)                      | −0.3 (31.5)                      | 3.7 (38.7)                       | 10.2 (50.4)                      | 13.2 (55.8)                      | 18.9 (66.0)                      | 18.3 (64.9)                      | 12.8 (55.0)                      | 5.5 (41.9)                       | −0.7 (30.7)                      | −5.9 (21.4)                      | −5.9 (21.4)                      |
| 平均降水量 mm（）                | 81.5 (3.21)                      | 104.4 (4.11)                     | 150.9 (5.94)                     | 167.3 (6.59)                     | 194.5 (7.66)                     | 171.3 (6.74)                     | 110.6 (4.35)                     | 114.2 (4.50)                     | 63.5 (2.50)                      | 71.5 (2.81)                      | 73.8 (2.91)                      | 50.4 (1.98)                      | 1,353.9 (53.3)                   |
| 平均降水天数（≥ 0.1 mm）         | 16.2                             | 15.3                             | 19.7                             | 18.5                             | 16.9                             | 13.4                             | 9.6                              | 10.5                             | 8.8                              | 11.9                             | 9.8                              | 9.5                              | 160.1                            |
| 平均相對濕度（％）               | 79                               | 80                               | 80                               | 79                               | 77                               | 78                               | 70                               | 73                               | 74                               | 74                               | 73                               | 73                               | 76                               |
| 来源：中国气象数据网             |                                  |                                  |                                  |                                  |                                  |                                  |                                  |                                  |                                  |                                  |                                  |                                  |                                  |

## 政治

### 现任领导
| 机构     | · 中国共产党 · 衡阳市委员会 | 衡阳市人民代表大会 常务委员会 | 衡阳市人民政府    | · 中国人民政治协商会议 · 衡阳市委员会 |
| 职务     | 书记                        | 主任                          | 市长              | 主席                                  |
| -------- | --------------------------- | ----------------------------- | ----------------- | ------------------------------------- |
| 姓名     | 刘越高                      | 刘正兴                        | 朱健              | 吴曙光                                |
| 民族     | 汉族                        | 汉族                          | 汉族              | 汉族                                  |
| 籍贯     | 湖南省长沙市望城区          | 湖南省祁东县                  | 江苏省江阴市      |                                       |
| 出生日期 | 1965年7月（60歲）           | 1967年9月（57歲）             | 1975年7月（50歲） | 1968年2月（57歲）                     |
| 就任日期 | 2022年9月                   | 2022年1月                     | 2020年2月         | 2024年12月                            |

### 行政区划
衡阳市现辖5个市辖区、5个县，代管2个县级市。
- 市辖区：珠晖区、雁峰区、石鼓区、蒸湘区、南岳区
- 县级市：耒阳市、常宁市
- 县：衡阳县、衡南县、衡山县、衡东县、祁东县

### 城市新区
衡阳市高新技术产业开发区
衡阳市高新技术产业开发区是1992年6月8日经湖南省人民政府批准成立的首批湖南省重点开发区，现为国家高新技术产业开发区。总面积15.09平方公里，下辖1个街道、4个社区居委会、8个村民管理处，现有常住人口10万余人。
衡阳市委、市政府、市政务服务中心、衡阳海关以及市各部办、委、局75家，省管单位10家，大型企业20余家，中学3所，五星级酒店1家（林隐假日大酒店），为华南北部地区（湘中南、赣南、粤北、桂北地区）高新技术产业聚集区和湖南南部政治行政中心所在地。
衡阳高新区已建成了生产力促进中心、科技创业服务中心、电子信息创业园等创新创业平台，拥有1.5万平方米的科技企业孵化器，形成了新能源装备制造、生物制药、军事通信及电子信息、汽车零部件及特种车辆、新材料等五大产业集群，培育了具有国际国内影响力的高新技术产业和战略性新兴产业。已成为引领衡阳产业结构调整和发展方式转变，带动湘南地区高新技术产业发展的“引擎”。
武广新区

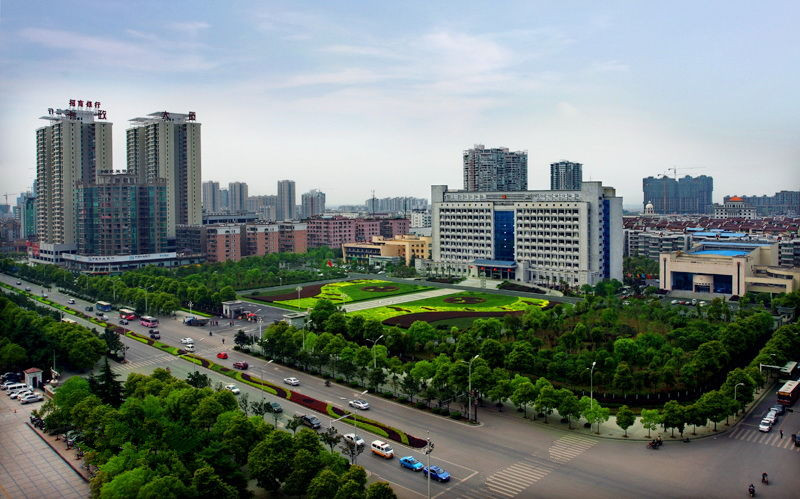
衡阳市人民政府

2009年12月26日，随着武广高速铁路及衡阳东站通车运营，以衡阳东站为中心的衡阳武广新区，正在大衡阳版图上悄然崛起。衡阳大学城、衡阳体育中心板块迅速扩大为一个规划面积64平方公里的国际央区。衡阳武广新区将迅速发展，成为湖南经济的新增长点。武广新区首期建设16.7平方公里，定位为一座集交通、金融、商贸、旅游、文化与居住的外向型副中心城市。

### 城市规划
衡阳东站将在64平方公里的大范围内，打造城市副中心，武广新区的空间结构为“一核两轴六组团”。
一核：以衡阳东站交通枢纽为中心，结合耒水河滨水发展带，规划服务于衡阳和华南北部地区的商业商务中心与文化娱乐休闲中心，共同构建规划区的发展核心。两轴：顺应城市空间演化与经济流向，承接未来城市发展轴向，构筑规划区东西向城市发展主轴，同时也形成规划区的发展与景观主轴，展示衡阳东大门的城市形象；以耒水河水域为纽带，结合功能布局及景观设计，构筑规划区南北向发展次轴，同时也是展示规划区自然景观特色的第二条景观轴线。

衡阳夜景

衡阳国际商贸区位于武广新区中心，根据商业物业大手笔、大规模、高规格的发展趋势，宜将项目打造为具有国际视野的商务中心、高档的购物中心、高尚的休闲娱乐和文化中心，鼓励银行、保险、证券等金融机构入驻，鼓励大型公司在该地段设立中部地区区域性总部。
衡阳东站周边地区，功能定位为“南中国区域性铁路客运中心和具有商务功能的交通枢纽型城市副中心”。
武广新区整体定位为南国最大交通枢纽。按照规划，这块国土资源部批准的节约集约用地试点地区，居住人口将达到50万。
武广客运专线犹如一条长藤，串起了武汉、长沙、衡阳、郴州、广州5个城市，而这5个城市2020年人口将增至4000万。衡阳为华南北部地区区域性中心城市，与广州（华南地区区域性中心城市）、武汉（华中地区区域性中心城市）、长沙（华中南部地区区域性中心城市）并列为中南地区四大中心城市之一，2020年衡阳西南云大都市区面积2351平方公里人口将达800万，衡阳武广新区无疑将发展为衡阳西南云大都市区东部中心城区。

湘江夜景

## 经济
衡阳市历史上曾是湖南省内最大的老工业基地城市，也是全省第2大城市（人口仅次于省会长沙市），2023年，衡阳市GDP达到4190.87亿元，居省内第4位（次于省会长沙市，14331.98亿元；岳阳市，4841.78亿元；常德市，4385.7亿元）。

### 经济现况
2013年，引进16家世界500强、16家大型央企、大型跨国公司和国内100强企业10家以上，引进投资亿元以上的重大项目100个，承接产业转移项目500个;新建标准厂房200万平方米;实际利用外资7亿美元，增长16%;实际利用内资221亿元，增长13%;完成外贸进出口总额 26.25亿美元，增长30%;完成加工贸易进出口总额19亿美元，增长100%。

### 农业发展
衡阳是中国南方重要的商品粮生产基地，也是牲猪等农副产品的重要产区，历来有“鱼米之乡”之称。粮食作物有水稻、麦类、豆类、高粱、玉米等6大类647个品种；经济作物有油料作物4类54个品种；工业原料作物4类25个品种；副食品作物5类72个品种。
柑桔、黄花菜、湘莲、辣椒、荸荠、百合、茶叶、蚕桑等为衡阳的传统产品，南岳云雾茶、祁东黄花菜、衡东柑桔、台源乌莲、祁东草席是中外驰名的土特产。养殖动物类产品主要有瘦肉型猪、商品羊、湘黄鸡、鸭蛋、蜂蜜、肉兔、菜牛、鲜鱼等。主要经济鱼类有鲢、鳙、青、草、鲤、鲷、鲫等。衡阳市主要农产品及畜牧水产品产量为：粮食318.18万吨，棉花26736吨，油料161475吨，出栏牲猪749.01万头，水产品15.13万吨。现在衡阳市形成了优质米、棉花、瘦肉型猪、黄花菜、特种蔬菜、特种水产、小水果、席草、湘莲、柑桔十大农产品商品生产基地，农业区域化、规模化、产业化的格局正在逐步形成。

### 工业发展
衡阳在计划经济时期被定位为国家装备工业基地，20世纪50-80年代，与武汉、广州并驾齐驱的中南三大工商业城市，与唐山、徐州、绵阳、锦州为中国五大二类工业重镇、湖南工商业中心，是外地人的“工作首选地”。90年代，衡阳国有大中型企业纷纷步入困境，企业破产，职工下岗，史称“消失的十年”。随着国企改制的推进，以特变电工为代表的外来资本纷纷兼并重组衡阳本地企业，中钢集团投资20亿元整合衡阳有色冶金机械厂；中建材投资50亿元在衡阳打造以水泥、玻璃、陶瓷、石膏板材四大产业为重点的高附加值新能源建材基地；五矿集团增资10亿使得千年老矿水口山进入央企，在衡阳投资50亿元新上年产40万吨电解铜项目，新增产能200亿元，打造南中国有色金属基地。中盐、中核、中油、国电等16家央企和富士康、欧姆龙、中兴通讯纷纷来衡落户。输变电制造、盐卤化工及精细化工、有色金属冶炼及深加工、钢铁冶炼及管材深加工、汽车及零部件等为衡阳五大产业集群和机械装备制造、轻纺及酿酒食品加工、电子信息及新材料、生物制药、非金属及建材等为衡阳五大特色产业。形成了以特变电工、中钢衡重等为龙头的千亿装备制造业，以中国五矿、三安矿业等为龙头的千亿矿产品精深加工业，以建滔化工、湘衡盐化等为龙头的千亿盐卤化工及精细化工产业，以燕京啤酒、娃哈哈等为龙头的五百亿食品加工业，以中建材、衡利丰等为龙头的五百亿新型建材产业。

湘水明珠

### 商贸物流
衡阳华阳商贸物流城，中南地区最大的商贸物流基地，占地5130亩，总建筑面积800万平方米，总投资120亿元，分为市场商贸交易区、综合商业服务区、仓储配送区以及配套住宅区，主要以纺织服装、皮革皮具、食品、电子数码、五金机电、建材家具、小商品、奥特兰斯、工业原料和成品，集商品贸易、产品展示、专业会展、电子商务、信息交流、物流配送、金融结算、休闲娱乐为一体的大型商贸物流城。
中亿汽贸城，华南首创一站式国际汽贸城，占地500亩，投资超9亿，湘中南最大规模，建设档次最高，功能最齐全，软硬件设施最完善的汽贸航母。
衡阳商业步行街为衡阳总部经济集聚区和国家发改委现代服务业综合改革引导资金计划项目。占地面积175.26亩，建筑面积499,281平方米，总投资45个亿。
衡阳杨柳汽车销售街区，占地605亩，2011年销售额达30亿，为集汽车公园、汽车文化、赛道体验、汽车销售为一体的长江以南规模最大，汽车品牌规格最全、服务最优、配套设施最完善，辐射整个湘南地区的综合性汽车销售街区。

### 大中型企业
衡阳市的大中型企业包括：衡钢集团、富士康衡阳工业园(富士康工业新城)、欧姆龙精密电子衡阳有限公司、特变电工衡阳变压器有限公司、水口山有色金属集团有限公司、中钢集团衡阳重机有限公司、衡汽集团、中核集团二七二铀业有限责任公司（原中核二七二厂）、金虎铜业有限公司、大唐集团耒阳电厂、衡阳中钢衡重铸锻有限公司、衡利丰陶瓷有限公司、衡阳市天天见梳篦实业集团有限公司、湖南裕华化工集团有限公司等。
在湖南发布2016百强民企榜单上，衡阳有四家公司名列前五十名：特变电工衡阳变压器有限公司、华融建筑工程（集团）有限公司、湖南省衡洲建设有限公司、衡阳富泰宏精密工业有限公司。

### 工业园区
- 国家级：衡阳市高新技术产业开发区[14]。
- 省级园区：衡阳松木工业园区、衡东工业园、 衡山经济开发区、 常宁水口山经济开发区、祁东经济开发区、耒阳经济开发区、衡阳西渡经济开发区[14]。
- 产业集中区：衡阳市白沙洲工业园、 衡南县云集工业园、衡阳大浦工业园区、衡阳钢管深加工产业聚集区[14][15]。
- 综合保税区：衡阳综合保税区[16]。

## 人口
2022年末，全市常住人口657.74万人,其中，城镇人口366.91万人，城镇化率55.78%，比上年末提高0.55个百分点。
根据2010年第六次全国人口普查，衡阳市常住人口7,141,462人，占湖南省人口的10.87%居第1位，人口密度467人/公里2；男女性别比为107.77比100。按受教育程度分，大学以上文化程度占总人口的5.96%，初中以上文化程度占总人口的61.03%，文盲人口仅占2.83%。辖区内共有1,942,737个家庭户，家庭户人口6,756,437人，占总人口的94.61%；家庭平均人口规模3.48人。年龄构成上，14岁及以下人口1,459,121人，占总人口的20.43%；15－64年人口5,044,393人，占70.64%；65岁及以上老年人口637,948人，占总人口的8.93%。
根据2020年第七次全国人口普查，全市常住人口为6,645,243人。同第六次全国人口普查的7,148,344人相比，十年共减少了503,101人，下降7.04%，年平均增长率为-0.73%。其中，男性人口为3,427,248人，占总人口的51.57%；女性人口为3,217,995人，占总人口的48.43%。总人口性别比（以女性为100）为106.5。0－14岁的人口为1,395,771人，占总人口的21%；15－59岁的人口为3,907,599人，占总人口的58.8%；60岁及以上的人口为1,341,873人，占总人口的20.19%，其中65岁及以上的人口为979,181人，占总人口的14.74%。居住在城镇的人口为3,606,453人，占总人口的54.27%；居住在乡村的人口为3,038,790人，占总人口的45.73%。

### 民族
衡阳以汉族人口为主，少数民族以散居为主，世居少数民族为瑶族。2000年第五次人口普查数据显示，衡阳全市共有汉族人口6,768,081人，占地区人口的99.75%；少数民族16,810人，占全省少数民族的0.26%，少数民族人口数居第9位，占地区人口的0.25%；中国55个少数民族中有50个民族分布。衡阳市各少数民族人口均在万人以下，其中瑶族3,051人，占地区少数民族人口的18.15%；苗族2,178人，占少数民族的12.96%；土家族2,094人，占少数民族的12.46%；蒙古、壮和回族人口过千人，分别有1816人、1392人、1118人；侗、满和彝族人口均在500人以上，分别达到794、686和527人。布依、哈尼等9个民族人口过百人；景颇、布朗、土等17个民族人口10人以上。衡阳少数民族相对集中的瑶族居住地在常宁市塔山乡和弥泉乡，回族相对集中居住在珠晖区火车站至飞机坪一带，其余各少数民族散居在各学校、机关和企事业单位。
2020年全市常住人口中，汉族人口为6,614,152人，占99.53%；各少数民族人口为31,091人，占0.47%。与2010年第六次全国人口普查相比，汉族人口减少516,442人，下降7.24%，占总人口比例下降0.22个百分点；各少数民族人口增加13,341人，增长75.16%，占总人口比例增加0.22个百分点。
- 少数民族乡

常宁市塔山瑶族乡是衡阳唯一的少数民族乡，1984年经湖南省人民政府批准成立。塔山海拔1200米，为高寒山区，塔山瑶族人曾经过着不通电无自来水，不通车不通路的贫困生活。随着中国民族政策和扶贫开发政策的帮助下，塔山瑶族人办起了西江漂流、瑶乡民俗村等旅游业，办起了茶园、养殖场等，塔山瑶族人的生活水平明显提高，当地还修建了全省标准示范性敬老院，翻新了寄宿制中小学校。
塔山瑶族乡对外交流不多，较为完整地保留了瑶民的民族特色文化和生产生活资料。常宁市计划通过组织出版瑶族史料书籍、培训瑶族艺人、推出瑶族特色项目等工作来保存瑶族文化。2009年1月19日，常宁首家瑶族文化室正式对外开放。陈列品中包括瑶民生产生活资料、常宁瑶族的史传典籍、瑶族传统服饰、器皿、酒具、长鼓等。瑶族史料书籍《常宁瑶乡》已由中国摄影家出版社出版。

## 文化艺术

珠晖塔旁的百年香樟树

### 市树市花
1986年1月的衡阳市八届人大常委会第十四次会议上，确定了樟树为衡阳市市树，山茶和月季为衡阳市市花。
衡阳地区种植樟树历史悠久，境内各地都有各代种植的樟树。黄茶岭有两株唐朝所种的千年樟树，胸径超过300厘米，株高超过25米。城区共有明代以前种植的古樟14株，1987年市园林管理处登记建档的市区百年古樟共有34株。
清代，山茶花已经在境内普遍培植，乾隆二十八年堵编纂的《清泉县志》就把山茶花列为衡阳名花。清代，衡阳城区和私宅园林多种植月季。20世纪50年代，市园林管理处又将月季作为街道绿化花卉引种，衡阳各单位花坛和居民私宅普遍种植月季。

### 饮食文化
湘菜以长沙、衡阳、湘潭为中心，是湘菜的主要代表。品味上注重香鲜、酸辣、脆嫩。制作上以煨、燉、腊、蒸、炒见长。2008年，衡阳厨师在湖南省第二届创新菜大赛中，以10金、15银的成绩，位列全省第二。
- 荷折皮：荷折皮是一种红薯粉皮，由红薯浆凝结而成，像荷叶一样有很多折皱，以荷折皮为原料制作的菜肴有衡阳假羊肉、祁东荷折鱼头、荷折皮焖拆骨肉、荷折皮煮三鲜、荷折皮焖水鱼等[30][31]。

- 玉麟香腰：玉麟香腰又名宝塔香腰、管堆子香腰，是衡阳风味酒席中的定型头碗菜品。清代衡阳湘军将领彭玉麟家厨在鱼丸、黄雀丸、锅烧丸等地方风味小吃基础上创制。[32]此菜集众多小吃品种于一碗，形似宝塔，层层堆砌，味道多样[33]。

- 衡阳唆螺：又名“喝螺”。厨师先要将田螺或石螺置于清水盆中，用茶油使其催吐杂物，饿上两三天，再把瘦猪肉泥掺水拌匀，让螺饱食。再钳去螺尾，充份清洁，置炒锅内加茶油、盐和绍酒等佐料旺火翻炒。食客食用时要将螺口对住嘴，吸气唆(喝)取，可食螺肉，故名“唆(喝)螺”。本品汤鲜味美，爽口宜人[34]。

- 祁东黄花菜：黄花菜在祁东成片种植已有500多年历史，明弘治元年由管福民、管福顺兄弟从外地引种栽植。祁东黄花菜菜条中间草青色，两头褐绿色，均匀有光泽，且肉质肥厚，气味芬芳，口感甜。祁东黄花菜先后获得了衡阳农博会金奖，湖南农博会金奖，产品畅销北上广等大中城市，远销海外[35]。

### 老字号
在国家商务部首批“中华老字号”评选中，衡阳杨裕兴面馆入选。在湖南省商务厅公示的“湖南老字号”名单中，衡阳共有五家：恒飞电缆、石鼓牌酥薄月、湖之牌湖之酒、谋彩牌湖之酒等。
- 杨裕兴面馆：1890年，长沙人杨裕臣在衡阳创办了杨裕兴面馆，在第二代传人杨佑生管理下做响名气。但衡阳杨裕兴与长沙杨裕兴无亲属关系[36]。
- 石鼓牌酥薄月饼：酥薄月饼为衡阳特产，原名酥薄芝麻，又称太师饼、宫饼等，已经生产超过140年。其中以民国老字号南北特食品有限公司生产的石鼓牌酥薄月最为正宗。[39][40]
- 湖之酒：湖之酒最初是酃湖附近农民自制的酒，古称酃酒，在北魏时就成为宫廷的贡酒[41]。衡阳多地都有生产湖之酒，除入选湖南老字号的“湖之牌湖之酒”和“谋彩牌湖之酒”外，“西渡湖之酒”也被国家质检总局实施地理标志产品保护[42]。

### 文化场馆
参见：衡阳文化场馆
截止于2025年4月，群众艺术馆、文化馆13个，公共图书馆14个，博物馆、纪念馆20个。乡镇街道综合文化站205个，社区文化活动中心174个，开设了4887家农家书屋。
衡阳市图书馆：是湖南唯一成建制保存到建国后的市级公共图书馆，1999、2004年连续被文化部评为国家一级图书馆、全国文明图书馆。
衡阳市博物馆：是国家三级博物馆，全国重点博物馆，湖南省社会科学普及基地。
衡阳工业博物馆：是湖南省第一座工业博物馆，国内第一家在高科技产业园区建设的工业博物馆。
衡阳市少年儿童图书馆：是湖南省最早成立的地市级少儿图书馆，国家二级图书馆。
衡阳铁路博物馆：是目前湖南地区唯一铁路主题博物馆。

### 传统节日习俗
- 春节字灯

常宁市罗桥镇下冲村新屋袁家独有“字灯”的春节习俗，“字灯”为28个正反两面写字的灯笼，两侧面画花草虫鱼十二生肖等。在几支舞龙队内，会有一支“字灯”队，由28个十多岁的青少年组成。字灯队举灯排列成“大对联”、“小对联”、“大小灯山”等造型，使二十八盏灯组成各种词句诗文。
- 界牌火灯节

参见：湖南新闻联播拍摄的界牌火灯节（页面存档备份，存于）
农历二月初七，衡阳县界牌镇都会举行传统民俗活动“火灯节”，至今已有六百年历史。村民点亮火把、红烛，彩灯等，走街串巷，并有舞龙队活动，祈求风调雨顺。
- 元宵节放灯仪式

在衡阳县的樟木乡和集兵镇，每年元宵节下午，每家每户都会在自家田边插上一对蜡烛和线香，祈求今年五谷丰登。晚上6点以后，每家每户都会点燃香烛，从堂屋沿路一直扦插到河边，意在用香烛将家里的晦气送到河边，随河水流向大海。

### 传统戏曲
衡阳花鼓戏、衡阳湘剧都是流传于衡阳地区的独特流派。衡阳湘剧是昆曲艺术与衡阳本土区域文化相结合的产物。衡阳戏曲曾经在民间相当流行。衡阳湘剧演员谭保成曾6次为毛泽东献艺《醉打山门》，并获得褒奖。1953年，衡阳湘剧《醉打山门》剧组随中国人民解放军赴朝慰问团远赴朝鲜演出，创下一场戏连演3个月共117场的盛况。在上世纪五六十年代，衡阳市花鼓戏剧团门前排队买票队的队伍可排几十米长。据衡南县花鼓戏团唐嘉国回忆，九十年代初在乡下“有五六千人看戏，有的赶几十里路带着煮饭的锅去看戏。”衡阳湘剧戏迷欧万年回忆，上世纪五十年代初期衡阳湘剧每个月有四五台新戏。
1985年之后，衡阳的戏曲开始走下坡路，很多人不再愿意看传统戏曲。衡阳花鼓戏剧团在1992年-1996年间几乎停滞，没有演出任务，也没有排演场地。衡南县花鼓戏剧团也自1996年后没有再领过工资，依靠演员们自己下乡接接红白喜事、寿宴的商演赚钱养家。衡阳湘剧演出的机会也大为减少。
但在各方的共同努力下，衡阳传统戏曲得到一定程度的保护。2005年，衡阳湘剧票友会成立，衡阳湘剧戏迷们能在雁峰广场聚会，一同听戏或自己表演唱戏。2006年，衡阳市成立了抢救和保护衡阳湘剧领导小组，在财政上加大对衡阳市湘剧团的支持。2006年、2008年，衡阳湘剧、衡阳花鼓剧、衡阳祁剧相继列入国家级非物质文化遗产名录。2014年6月26日起，衡阳市政府在红旗大剧院启动“周末百姓剧场”，内容以衡阳花鼓戏、祁剧、湘剧演出为主，每周六向公众免费开放。

### 手工艺
衡阳市出名的手工艺，包括南岳车木、南岳竹雕、界牌瓷器、衡东大桥剪纸等。
- 南岳车木：车木艺人用深山老林中的灌木制作工艺品，种类繁多，超过千种。棕碗古朴耐用，车木盆薄如纸[61]。
- 界牌瓷器：界牌地层，瓷土丰富，三氧化二铝含量高。界牌瓷器以餐具、奈具等日用瓷为主。瓷质清白透明，花色配合协调。特别是界牌产薄胎瓷薄匀似纸，色彩浓淡柔和，塑型镂空，颇有盛誉[61]。
- 南岳竹雕：南岳竹雕在清光绪年间就颇有名气[63]，以优质捕竹为原料，多用粗犷的块面体现透视，用凹凸线条刻画细部，雕刻题材多为羽毛、花卉、走兽和山水建筑[61]。竹雕主要品种有插花筒、茶叶筒、花筒、量米筒等[61]。
- 衡东大桥剪纸[64]：衡东县民间剪纸工艺已有500多年的历史，衡东县大桥乡1997年被命名为“湖南省剪纸艺术之乡”[62][65]。衡东大桥剪纸源自明朝末年，题材丰富，传统题材多表现婚嫁节庆、福禄寿诞、五福吉祥、五谷丰登等；现代题材多表现山水风光和谐社会、祖国新貌等[66]。

### 影视作品
- 《陪读》：衡阳籍演员伍宇娟主演，在衡阳市一中取景[67]。
- 《暴雪将至》：段奕宏、江一燕等主演，在常宁水口山、珠晖区冶金厂等地拍摄、制片人肖乾操为衡阳人[68]。
- 《一代女魂唐群英》：田海蓉、徐敏等主演，在唐群英故居、陆家新屋等地拍摄[69][70]。
- 《奔腾年代》：佟大为、蒋欣等主演，在衡阳师范学院、南华大学、衡阳西站、中正图书馆等地取景[71]。
- 《百炼成钢》：王雷、赵樱子、刘威等主演，在南华大学、衡山科学城等地取景[72][73]。

## 教育

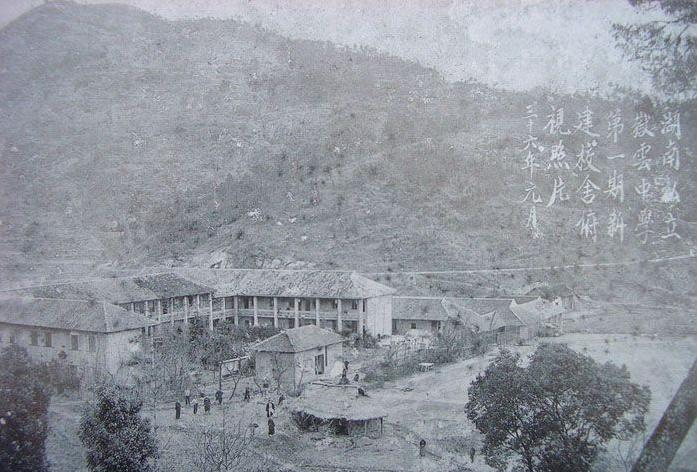
1947年的岳云中学

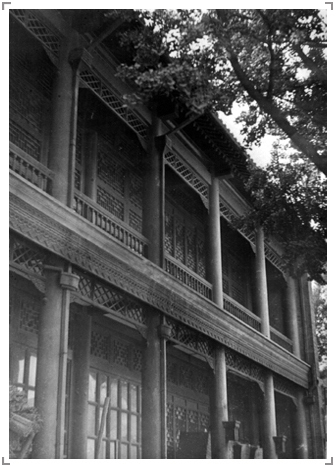
清末的石鼓书院

参见衡阳市高等学校列表和衡阳市示范性高中列表。
唐代，全国有史册记录的书院只有17家，衡阳占了5家。宋代，衡阳书院又是衡阳之最，石鼓书院、文定书院都是全国有名的书院。明代，仅南岳一地就新建书院九所。
1902年，清政府开始兴办新学。衡阳莲湖书院改为衡清官办小学，岳屏书院改为清泉县官立小学堂，石鼓书院改为衡阳县官立小学堂，杜陵书院改为耒阳县官立小学堂。
1904年，衡州府中学堂、湖南南路师范学堂创立。1907年，湖南南路官立实业学堂创立，这是衡阳境内中学堂和中等职业学堂的开端。1908年，从日本留学归国的柳振坤女士，倡办了衡山县私立开智女子学堂，开湘南女子学堂的先声。
《衡阳市志》统计，截止于2008年，衡阳市共有7所普通高等院校、434所中学、1959所小学、7所普通中专（不含体校）、4所特教学校、297所注册幼儿园、759所各级各类民办学校（培训班）。
现代衡阳的名校多由民国兴办的教育机构演变而来，船山书院演变成船山中学，大同中学演变成衡阳市七中，陶淑中学演变成都司街小学。衡阳市第八中学、衡阳市第一中学、衡阳市铁路第一中学、岳云中学等7所高中，为湖南省示范性普通高级中学。衡阳市第八中学也为中国百强中学，前身为湖南省私立成章中学。
衡阳师范学院于1999年3月成立，由原来的衡阳师范高等专科学校、衡阳教育学院合并组建。2001年2月，湖南省第三师范学校又并入衡阳师范学院。
南华大学于2000年3月成立，由原来的中南工学院、衡阳医学院、核工业第六研究所合并组建。2012年，原为二本的南华大学升至一本。
“衡阳大学城”是中西部地区规模较大的大学园区，华南北部地区高级人才培养、科学研究和交流的中心。

## 传媒

### 报业
《衡阳日报》为衡阳市委机关报，创刊于1949年10月16日，前身为《衡阳新闻》。《衡阳日报》在中国地市报新闻奖和省地市报新闻奖评选中，获奖数量近10年来稳居全省地市报第二位，并连续3年被评为全省报纸经营管理先进单位。
《新视报》于1959年创刊，前身为《衡阳广播电视报》，是全市唯一的家庭生活服务类报纸。

### 广播电视
衡阳市人民广播电台成立于1959年5月1日，目前旗下有两个频道，分别是FM101.8衡阳交通经济广播，FM98.9衡阳综合广播。是湖南14个市州中创办历史最悠久，唯一没有停播过的广播电台。

## 地方志
东晋时期耒阳人罗含的《湘中山水记》为衡阳地区最早的地方志，元代后期因战乱散秩。宋代也出现了《衡州图经》、《衡州图志》、《衡州地志》，因战乱失传，最多仅有片段为其他著作引用而保留。现今保存的衡阳地方志有：
- 《衡阳市志》：1998年版、2008年版[87]。
- 《衡州府志》：明万历版、明嘉靖版、清康熙版、清乾隆版、清光绪版[87]。
- 《衡阳县志》：清乾隆版、清同治版（图志）[88]。
- 《清泉县志》：清乾隆版、清同治版[88]。

注：现今网上也有影印版宣统年间《清泉县乡土志》出售。但是衡阳市图书馆辅导部主任丁民认为，这可能是后人抄写《清泉县志》中的乡土、民俗部分而成的伪作。

## 体育

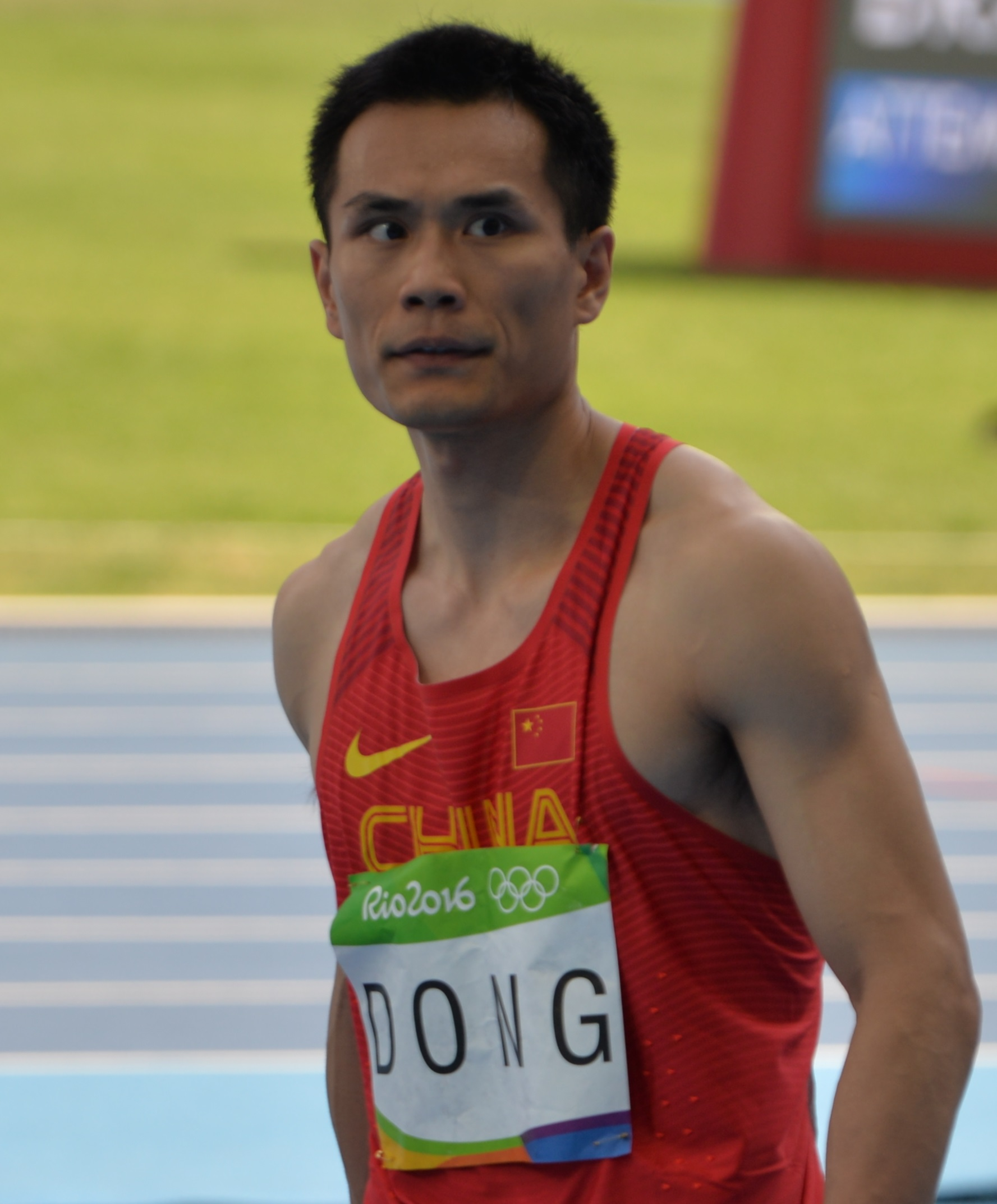
2016年奥运会上的董斌

衡阳市为体育大市，市区人口80万中有三分之一是体育人口。衡阳市陆续培养出出李敬、凌洁、罗洗河、何世剑、刘玉香、董斌、柴飚、樊振东等世界冠军和数十位亚运会冠军。
上世纪60年代，《中国体育报》曾专题对衡阳群众体育的经验进行推介。1983年开始，衡阳连续三届被评为全国“田径之乡”，1993年开始，连续三年被评为“全国群众体育先进集体”。2006年，衡阳市体育学校被国家体育总局命名为“国家高水平体育后备人才基地”，游泳、跳水、射击、体操、跆拳道等5个项目被列入湖南省体育后备人才培训基地。2009年又创建为全国“游泳之乡”。
从2007年开始，衡阳市政府共投入近十亿元，维修改造了一批大型体育场馆，新建了体育中心、全民健身中心、体育公园和广场等。截止于2015年，衡阳市共有公营、私营体育场馆(所)30余家。
- 衡阳市体育中心：衡阳市体育中心于2008年6月兴建，选址于武广高铁衡阳东站的珠晖区衡州大道南面[95]。

## 宗教

罗家湾天主教堂现址

清朝初年，随着回民来到衡阳境内定居，伊斯兰教传入衡阳。17世纪中叶，天主教传入湖南各地，1840年后，衡阳成为天主教传教中心，湖南教区、湘南教区和长沙教区的主教都驻在衡阳。1930年，衡阳教区单独划出，柏长青为衡阳教区的首任主教。基督新教的伦敦会最早进入衡阳传教，旅居武汉的衡阳籍神父王廉卿，与长沙神父彭兰生，于1892年来到衡阳传教。
1862年、1900年，衡阳发生两起大规模教案，史称“衡州教案”。在第二次衡州教案中，范怀德、董哲西、安守仁等天主教神职人员遇难。
1957年反右派斗争扩大化，衡阳有六位宗教职业人士被划为右派。1958年，各教派的宗教活动被迫停止。1963-1965年，衡阳的宗教神职人员又在“四清”运动中被错误政审，一些人被判斗。在文革中，宗教人士被游斗，佛寺道观被砸毁，教堂被占用。如曾为衡阳八景之一的花药寺被拆毁，一名寺僧投井自杀。
现今，衡阳市是全国宗教工作重点市，共有市级宗教团体5个，县级宗教团体11个；宗教院校1所（中国道教学院南岳坤道班）。全市信教群众56万人，全市宗教教职人员1002人，全市现有登记发证的宗教场所480处，国务院确定全国重点宗教场所有4处。省政府批准公布的重点场所有15处。衡阳市宗教特别是佛、道教代表人士曾多次前往日本、韩国、香港、台湾、新加坡等，与当地宗教界进行学术交流。

## 旅游

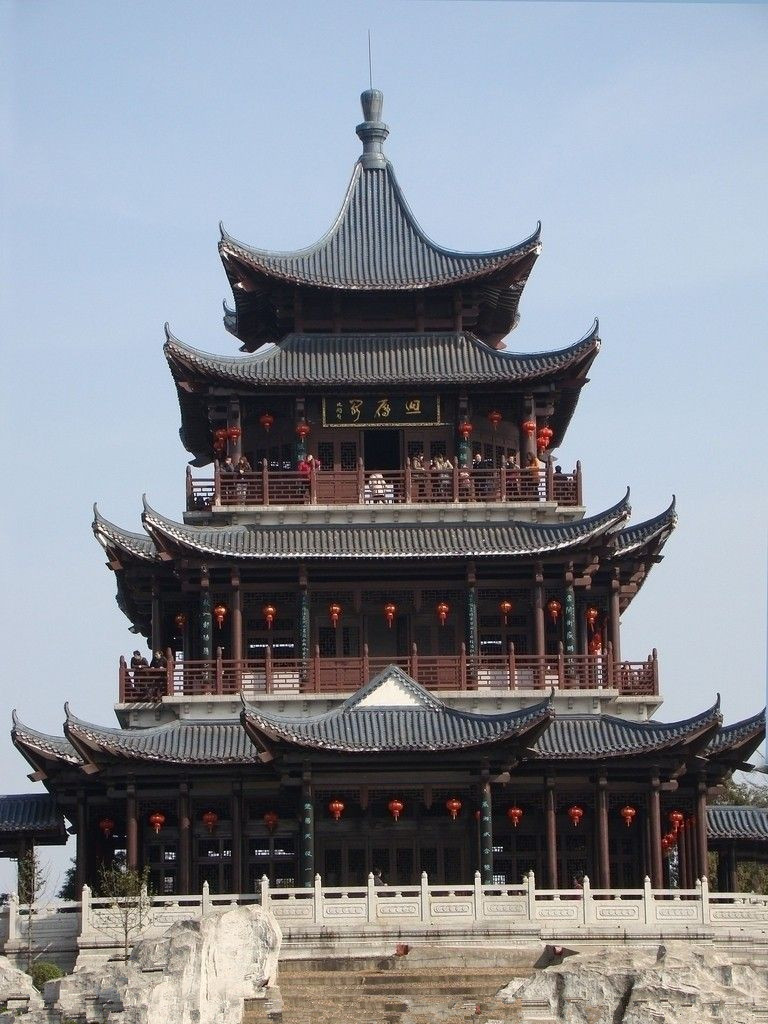
回雁阁

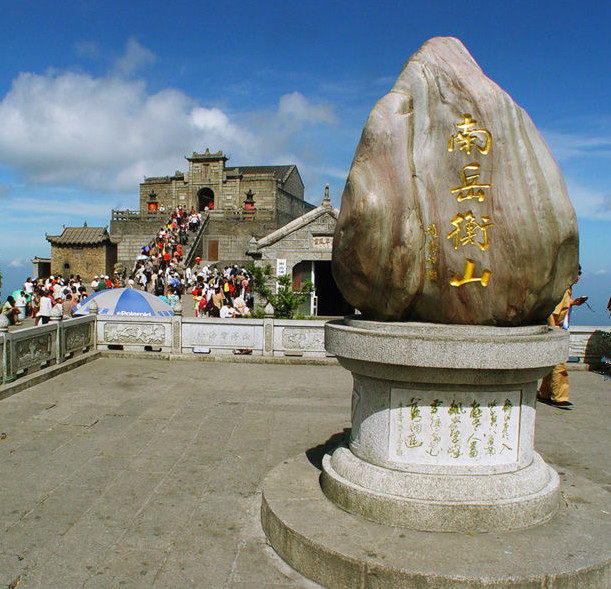
南岳衡山

衡阳为中国优秀旅游城市。南岳衡山为衡阳旅游王牌，蔡伦竹海和南岳为衡阳旅游业的两大“教父”。十二五期间，衡阳市重点抓好南岳核心景区扩容提质、中国福海旅游度假区、雨母山休博园、耒水湾国际游艇俱乐部、蔡伦竹海旅游风景名胜区等为代表的重大旅游项目建设，以大项目促进衡阳旅游大发展，建设南中国具有国际影响力的旅游目的地。
- 南岳衡山

中华五岳之一，以「中华寿岳」、「五岳独秀」、「文明奥区」、「宗教圣地」、「抗战名山」、「中国南方最佳赏雪地」著称于世。清朝魏源《衡岳吟》：“恒山如行，岱山如坐，华山如立，嵩山如卧，惟有南岳独如飞。”中国的宗教文化中心，中国南禅、天台宗、曹洞宗和禅宗南岳、青原两系之发源地。南方最著名的道教圣地，有道教三十六洞天之第三洞天——朱陵洞天，道教七十二福地之青玉坛福地、光天坛福地、洞灵源福地。1982年，衡山作为我国著名的自然景观和人文景观，被国务院批准列入第一批国家级重点风景名胜区名单；2000年成为全国首批4A级旅游区；2001年获得全国顶级、湖南唯一的“全国文明风景旅游区示范点”殊荣；2006年2月入选首批国家自然与文化双遗产名录；2006年被评为中国最值得外国人去的50个地方之一；2007年3月成为全国首批5A级风景名胜区；2007年8月1日，南岳衡山经国务院批准列为国家级自然保护区；2008年被评为最受群众喜爱的中国十大风景名胜区。
- 江口鸟洲

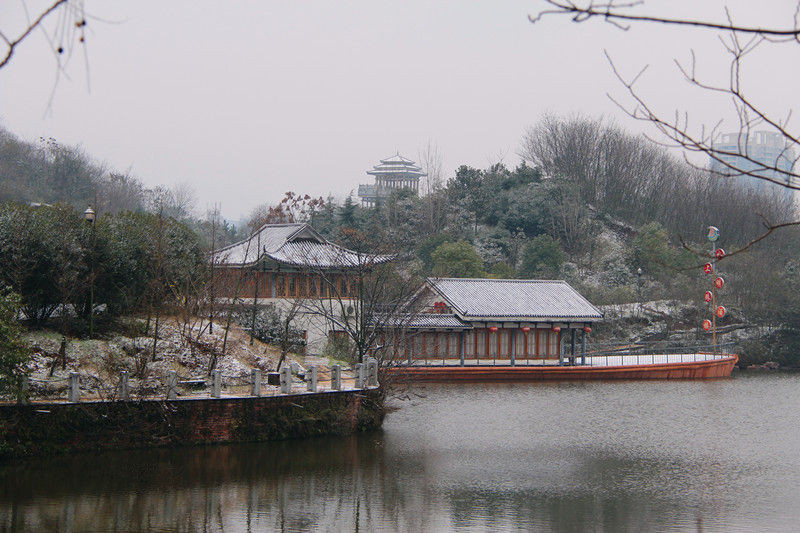
平湖雪景

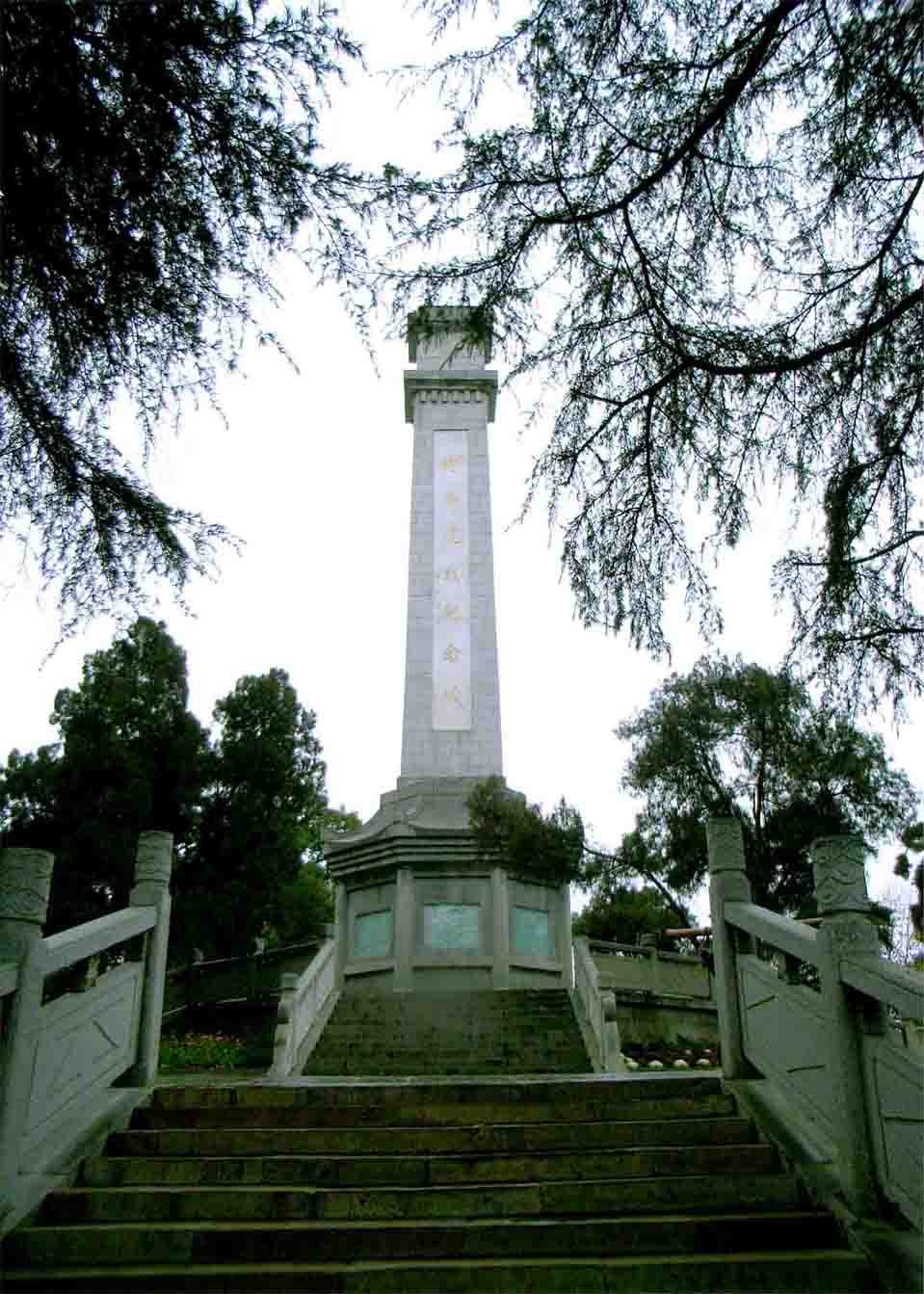
衡阳抗战纪念城

江口鸟洲距衡阳市22公里，地处耒水中下游，四面环水，1984年列为全国重点鸟类自然保护区。鸟洲核心区域面积35公顷，由陈家洲、张家洲、龙家洲三个岛组成。洲上古树修竹成荫，气候温暖凉爽，附近水库、池塘星罗棋布，稻田、森林延绵成片，鸟类食物丰富，是鸟类活动的理想王国。一年四季在这里栖息和繁衍的鸟类有17目38科181种，总数达10万只以上。每天清晨和傍晚是鸟出巢和鸟归巢时期，也是观鸟的最佳时期，无数只鸟成群结队，被誉为“人群中鸟的天堂”。
- 衡州八景

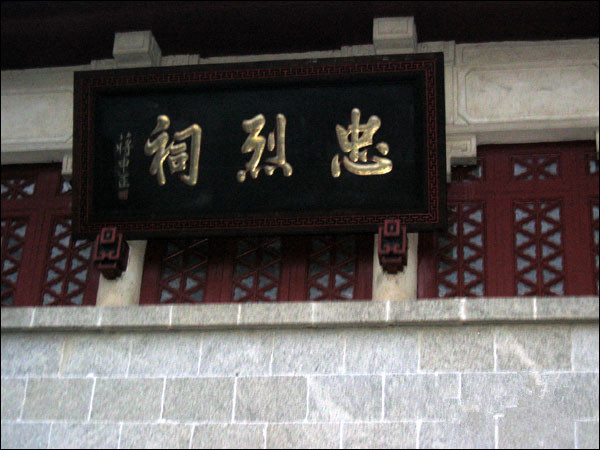
南岳忠烈祠

“雁峰烟雨”（今回雁峰）、“石鼓江山”“朱陵后洞”“青草渔家”（今石鼓书院、院侧朱陵洞及附近青草桥）、“花药春溪”“岳屏雪弄”（今岳屏公园岳屏山及原岳屏山西南已毁的花药寺）、“东洲桃浪”（今东洲岛）、“西湖白莲”（今西湖公园）为衡州八景。无名氏有诗曰﹕“雁峰烟雨实堪夸石鼓江山锦绣华。花药春溪龙现爪，岳屏雪岭鸟喧哗。朱陵洞内诗千首，青草桥头酒百家。试看东洲桃浪暖，西湖夜放白莲花。
- 湖湘文化名城

石鼓书院（中国四大书院之首）、回雁峰景区（南岳第一峰）、湖湘文化馆(衡阳市博物馆)、衡阳抗战纪念城(蒋介石碑刻，岳屏公园内)、衡阳保卫战纪念馆、明清街（三江风光带彭玉麟公馆、曾国藩岳父故居、东岳观、湘水明珠）、雨母山、东洲岛（清代最著名书院船山书院）、西湖公园（周敦颐爱莲阁、太极广场、夏明翰铜像）、来雁塔、接龙塔（回雁峰对面）、珠晖塔、酃县古城、天子坟、衡阳大学城等。
- 森林公园和湿地公园

衡阳市共有3处国家级森林公园、5处省级森林公园。国家级森林公园包括：祁东四明山森林公园、岣嵝峰国家森林公园、常宁天堂山森林公园。省级森林公园：紫金山森林公园、岐山森林公园、四方山森林公园、蔡伦竹海、陈坪森林公园。

### 全国重点文物保护单位
- 南岳忠烈祠
- 南岳庙
- 蔡侯祠
- 衡州窑
- 云集窑
- 水口山铅锌矿冶遗址
- 大渔村王氏宗祠
- 王船山故居及墓
- 南岳摩崖石刻
- 罗荣桓故居
- 湘南学联旧址
- 湘南起义旧址群

## 城市绿化
衡阳市中心城区绿地系统结构为“四角青山，三水穿城，一轴三带，均衡分布”。共规划38处城市公园，包括雁栖湖公园、虎形山公园、平湖公园、西湖公园、岳屏公园、南郊森林公园、大岭咀公园、松亭公园、生态公园、船山公园、华西公园等。同时完善沿湘江、蒸水、耒水的“三水六岸”滨江绿带，建成有特色的湘江风光带。共规划建设来雁文化中心广场、石鼓文化广场、岳屏广场、回雁峰广场等6处市级广场，以及石鼓区市民广场、蒸水湾广场、石鼓市场区广场等13处区级广场。

## 医疗
截止于2017年初，衡阳拥有各类卫生机构6023个（三甲医院9家），卫生技术人员3.94万人，医院、卫生院床位3.93万张，每千人口床位数、每千人口医生、护士数量均位居全省第二。有乡镇卫生院201个，床位数1.17万张，新建、改建乡镇卫生院3所，全市疾病预防控制中心13个。公共卫生服务均等化持续推进，医疗卫生覆盖率不断扩大，诊疗水平享誉三湘。以南华附属第一医院为代表的各家三甲医院，经常收治来自周边地区的患者，辐射半径在200公里左右。
衡阳市中心医院：始建于1902年，前身为基督教英国伦敦会皮克（Ｅ·Ｃ·Ｐeake）医师创办的仁济医院，1951年易名为衡阳市立第二医院，1968年更名为衡阳市第二医院，1991年改称为衡阳市中心医院。

## 交通
衡阳区位优越，紧靠沿海，临近港澳，承东接西，是沿海的内地和内地的前沿；“扼两广，锁荆吴”，地处南北要冲，为两广门户，历来是商贾云集之地和江南商品集散地。不仅是全国性综合交通枢纽，也是全国物流枢纽。

### 公路
衡阳是全国45个公路交通主枢纽城市，已形成一环绕城高速公路，公路纵横交错、四通八达。 包茂高速（上瑞高速）、 京港澳高速、 泉南高速（泉南高速，包括衡昆高速公路、衡大高速公路、衡炎高速公路）、 衡邵高速、京港澳复线（湖南首条双向6车道高速公路）潭衡高速公路和衡桂高速公路、南岳高速公路在衡阳市区交汇； 107国道（北京至广州）、 322国道（衡阳至广西友谊关、越南）、三南公路（连接湘南赣南闽南）贯穿全境。益娄衡高速公路在建，茶（陵）祁（阳）高速进入规划。2010年12月底，随着主线长148公里的衡邵高速公路竣工通车，衡阳高速公路通车里程572公里，居全省第一。衡阳市区现有五家国家一级长途汽车客运枢纽站。

衡阳中心汽车站

- 衡阳中心汽车站
- 酃湖汽车站
- 华新汽车站
- 衡阳汽车南站
- 王江汽车站

### 铁路
衡阳铁路枢纽引入七个方向铁路，触角伸向全国各地。京广铁路与京广高速铁路武广段四线并行；衡柳铁路与湘桂铁路三线并行；吉衡鐵路（单线电气化，预留复线，设计标准160KM/H）于2008年开建；兰厦铁路怀衡铁路（复线电气化，设计标准200-250KM/H）于2012年开建；西（安）广（州）快速铁路安张衡铁路（复线电气化，设计标准200KM/H）进入十二五规划。2013年未，衡阳站的货运能力将达到南中国第一。
- 衡阳火车站：铁道部36个特等站之一，位于珠晖区东风大道，每日有开往全国各大中城市的列车。
- 衡阳东站：2009年10月6日，京广高铁新衡阳站被铁道部命名为衡阳东站，为京广高速铁路非省会城市第一大站，为一等站。车站拥有9个站台，并与衡柳铁路，吉衡铁路，怀衡铁路，安张衡铁路连接，与衡阳北站有联络线连接。通过衡州大道与中心城区交通连接，衡阳南到广州，北到武汉均只需一个半小时。
- 衡阳北站：特等站，位于珠晖区，以其吞吐量大、现代化程度高成为全国铁路五大编组站之一，平均日到达、发送2.6万辆。怀邵衡铁路建设包括衡阳北枢纽的改造计划，改造后的衡阳北站将成为华南重要的铁路货运站之一。
- 衡阳西站：位于雁峰区，1938年建，为二等站。
- 衡阳南站：位于白沙洲工业园内，兼有客货运功能，货场的货运规模按照300万吨，2条货物线，远期按照500万吨，4条货物线设计。
- 耒阳站：位于耒阳，为二等站。
- 耒阳西站：位于耒阳余庆乡，为三等站。有正线两条，到发线两条。
- 衡山站：位于衡东新塘镇，为三等站。
- 衡山西站：位于衡山，为三等站。有正线两条，到发线两条。

### 水路
衡阳水运资源十分丰富，境内有湘江、耒水、蒸水、洣水等河流。湘江上溯漓江，下入洞庭，通江达海，衡阳港常年可通两千吨级轮船。现已形成了铁路、公路、水路、航空“四位一体”的立体综合交通网络。2009年《湘江航运发展规划报告》明确提出“长江、珠江水系沟通工程规划——结合水利水电梯级开发，把湘桂运河建成通航1000吨级船舶的3级航道。”实现衡阳以北2000吨级航道接长江，衡阳以南1000吨级航道接西江（珠江主体）。衡阳丁家桥千吨级港地处白沙洲工业园，位于湘江南路，拥有全国内河第二大吊件码头，正对东洲岛风景名胜区；衡阳千吨级松木港、金堂河港均位于松木工业园。

### 航空
衡阳现共有两个机场：衡阳机场（八甲岭机场）和南岳机场。衡阳机场（八甲岭机场）现被闲置，南岳机场为现今衡阳唯一通航机场。
衡阳机场（八甲岭机场）位于衡阳市珠晖区湘江东岸，火车站北侧。衡阳机场始建于1929年9月，民国时期设有不定班航线和定班航线，在抗战时期成为南方最大中美军用机场和国民政府重要的航空中转站。1995年11月，随着民航十一飞行大队的整体迁出，衡阳机场被闲置，现仅为湖南定点跳伞队的训练场地。
南岳机场建于衡南县云集镇，于2014年12月23日通航，是湖南省第6个、中南地区第30个通航的民用运输机场。南岳机场的飞行区等级为4C，拥有停机坪31000平方米，跑道2600米，候机楼14300平方米，停机位5个。

## 友好城市
截止于2005年，衡阳市共与6个国外城市建立了友城关系。
- 日本栗东町（1992年10月7日）
- 俄羅斯波多利斯克市（1993年9月20日）
- 比利时图尔内市（1994年12月10日）
- 乌克兰布洛瓦雷市（1995年11月14日）
- 西班牙丰希罗拉市（1999年9月24日）
- 羅馬尼亞克勒拉什市（2002年10月15日）